# يو إس سي جي سي نورثلاند (دبليو پي جي-49)
يو إس سي جي سي نورثلاند (دبليو پي جي-49) كان كاسحة جليد مسلحة تتبع خفر السواحل الأمريكي من الفئة المبحرة المصممة خصيصاً لعمليات القطب الشمالي، خدمت خلال الحرب العالمية الثانية ثم خدمت لاحقاً في البحرية الإسرائيلية. وتعتبر آخر زورق بحري بُني لخفر السواحل مزود بصارية إبحار.
بإنتهاء الحرب العالمية الثانية، تقرر بيعها للخردة في 3 يناير 1947، ومع ذلك تحولت إلى سفينة باسم الدولة اليهودية، لنقل اللاجئين اليهود إلى فلسطين. وتغير اسمها إلى آخي إيلات في 1948 وأصبحت سفينة القيادة وأول سفينة في البحرية الإسرائيلية. ثم تحولت إلى سفينة تدريب في وقت لاحق. وتغير اسمها مجدداً إلى آخي ماتسبن بعد انضمام المدمرة إيلات إلى الأسطول في 1955، لتصبح بمثابة مركز إيواء أو مستودع. وفي النهاية خرجت من الخدمة في فبراير 1961 وبيعت للخردة في 1962.